# Les Envoûtés (roman)
Pour les articles homonymes, voir Les Envoûtés.
Les Envoûtés (Opętani), pré-publié dans des journaux en 1939, est un roman de l'écrivain polonais Witold Gombrowicz, sous le pseudonyme de Zdzisław Niewieski, jamais renié, édité en 1973, puis édité dans son intégralité en 1990.

## Résumé
L'action, en 22 chapitres et un épilogue, se déroule, sans doute, dans les années 1930 (1938 pour l'essentiel), en Pologne, en partie à Varsovie, et dans une zone accessible par train (via Lwow/Lviv, Ukraine actuelle) : manoir de Polyka (chez les Okholowski, noblesse en déshérence, pension de famille), château de Myslotch, domaine, forêts...
Le train véhicule de nombreux personnages du récit vers le manoir et le château  : le Conseiller au Trésor Chymtchyk, un moniteur de tennis Marian Walczak, un historien et professeur d'art Czeslaw Skolinski, et, en première classe, la sportive Maya Okholowska (20 ans), le Prince Holchanski et son accompagnant Henri Kholawiski, secrétaire privé du prince et fiancé à Maya.
Le prince, très diminué, pauvre vieux fou (Il se trouve que je ne veux pas mourir), habite, sur une butte, au milieu d'un marécage, un énorme et étrange château de 170 pièces, pour seulement trois occupants (prince, secrétaire, valet de chambre Grégoire), et de nombreux domestiques logés à distance.
Le professeur estime ce château impénétrable recelant d'immenses trésors artistiques à inventorier : architecture, mobilier, peinture, sculpture, objets décoratifs divers...
Le secrétaire, Henri, invite sa fiancée Maya à le rejoindre au château pour lui montrer les richesses culturelles potentielles dont il espère bien hériter rapidement.
Le moniteur de ski, Walczak, d'origine populaire, est chargé pour deux semaines, d'entraîner la jeune Maya, grand espoir du tennis polonais féminin.
Le comportement étrange de Walczak et Maya au tennis intrigue tous les personnages pensionnaires, dont la fonctionnaire Mlle Wycisk et l'épouse du médecin, et déstabilise particulièrement le trio Walczak-Maya-Henri.
Henri et Grégoire déplacent un certain nombre d'œuvres appréciables, dans la Salle Aryenne et surtout la Vieille Cuisine, prétendument hantée.
Maya, manipulée par Henri, introduit le professeur dans le château et lui montre les huit salles Renaissance et Baroque.
Henri finit par lui proposer d'en faire l'inventaire et de loger dans la Vieille Cuisine.
Le prince comprend ou pressent que quelque chose s'est surajouté (p. 121).
Le professeur découvre le cahier, interrompu et déchiré à la date du 14 décembre 1923 de Casimir Rudzinski, désormais aliéné et interné.
Lors d'une promenade aux bois avec deux visiteurs, Christine Leniecka (amie d'enfance de Maya) et Gustave Zalowski (vague cousin, étudiant en droit), le curieux épisode violent de l'écureuil (p. 168) passe pour une métaphore de la relation Walczak-Maya.
Le prince, marié, puis longtemps veuf, a eu d'une artiste Sikorski, un fils, François, qui, après de multiples scènes, suicidaire, s'est avili, empoisonné, fou enragé, a fini enfermé dans la Vieille Cuisine, avant de disparaître à jamais.
De cet épisode subsiste seulement cette serviette (ou torchon ou chiffon) qui s'y agite, et dont l'ondulation paraît transmissible, au moins à la bouche du professeur.
Walczak disparaît, puis Maya.
Dans le train Lwow-Varsovie, un passager remarque l'état déplorable de Maya.
Logée par son amie Rose, elle intègre une société d'entraide entre gens de qualité, de six ou sept jeunes femmes pleines de grâce et de distinction (p. 218), sensiblement comme appât pour des entrepreneurs. 
Maya, un peu vamp et indépendante, séduit d'abord le financier Maliniak.
Maya retrouve alors presque quotidiennement son mentor du café Chat, Molowicz, qui, jeune ingénieur architecte, se voit déjà urbaniste de l'expansion de Varsovie, se propose de soutenir cette jeune femme au rire insouciant, avide, inassouvi'', ou simplement envoûtée, possédée (p. 223).
Walczak échoue au test d'entrée au Club de Tennis (Brdzac, Ratfinski, Wrobel, Gawlik, Klonowicz).
La rencontre avec Evariste Pitulski, dragueur professionnel, et soutirant des informations (revendables à tel ou tel acheteur) à de jeunes bonnes solitaires, se termine mal : Walczak se sent bon, et se rapproche d'une cible potentielle, Julie Nowak, larguée par son Wladek, et redevient grâce à elle serveur de café.
Au château, le prince retrouve force et autorité, impose le repas à trois (prince, secrétaire, professeur) pour Grégoire, en frac solennel.
L'inventaire révèle de nombreuses merveilles, et surtout fait se rapprocher l'ancienne gouvernante, Mlle Ziolkowska, (invitée à loger chez le garde forestier du château), qui aurait la première, sans le vouloir, fait le geste attendu par le prince, en référence à François.
L'épisode des portraits réveille la mémoire du prince : Je suis le dernier de la lignée, idiot et dégénéré (p. 261)...
Maya, malgré Henri et la marquise di Mildi, lionne vieillissante et nièce de Maliniak, devient secrétaire personnelle de l'original Maliniak, avec pour tâches d'attendre, accompagner, manger, faire enrager sa nièce.
Maya finit par retrouver en ville Walczak et son amie Julie, et donc croise Wladimir pourchassant sa fiancée.
Une virée de la société d'entraide, en voiture conduite follement par Maya, s'achève à La Sirène par un tango (Maya et Walczak) et un beau scandale.
Maya est-elle (re-devenue) ingénue et puérile ? corrompue et cynique ? grossière et banale (p. 317) ?
Un tournoi amical de tennis, arrangé par Maya, aboutit à un triomphe public indiscutable de Walczak sur le champion polonais Wrobel.
L'épisode criminel contre Maliank finit mal.
Le comportement compulsif de Maya en train (elle déchiquette la manche de sa robe) alerte un passager, qui s'autorise à intervenir.
Au célèbre voyant Hincz, confiante et désespérée, elle révèle tout.
Elle lui fournit le crayon mordu, ses visions et rêves.
Le spécialiste, conscient du rocambolesque (p. 362) de ces révélations, estime que Walczak est envoûté (p. 363).
Les chapitres 18 à 22 marquent le retour de Maya au manoir et au château : repas étrange, le diable, force contagieuse, fluide, l'orbite de ces forces mauvaises, séances de spiritisme. Maya est assiègée : prières, visions, spectres, un véritable cauchemar, lèvres noires...
Une ancienne famille Handrycz (p. 408) détient peut-être des éléments de comprhension.
Henri s'autoenferme en Vieille Cuisine.
Puis, Maya est enfermée seule en Vieille Cuisine, puis avec Walczak.
L'épilogue consiste en une discussion entre Hincz et Skolinski, dans la Vieille Cuisine, sur cette suite d'événements.
Maya sait que Walczak et elle sont désormais devenus imperméables à ces fluides, ou à ces courants d'air.

## Accueil
Le site de l'auteur le répertorie comme une parodie du roman d’épouvante dans le genre gothique d’Horace Walpole, doublé d’un roman feuilleton à la Eugène Sue.
Il peut aussi être considéré comme un roman noir.
« Dans Les envoutés, le génie de Gombrowicz bouleverse les données traditionnelles du roman noir. Il explore ici sa propre légende et révèle son originalité : dédoublement, amour-haine, répulsion, possession et culpabilité.» (Paul Kalinine, 1977).
Pour le lectorat francophone actuel : roman atypique, inactuel, intempestif, de bonne facture, en excellente traduction,,
.